# Ларс Богінен
Ларс Богінен (норв. Lars Roar Bohinen; 8 вересня 1969, Вадсьо, Норвегія) — колишній норвезький футболіст, півзахисник.

## Клубна кар'єра

### Національна збірна Норвегії
Ларс Богінен захищав кольори національної збірної  Норвегії з 1989 по 1999 рр. Дебютував у товариській зустрічі проти команди Кувейту 25 жовтня 1989 року в Ель-Кувейті, норвезька збірна зіграла з господарями у нічию 2-2. Останню гру провів у відбірковій зустрічі до Чемпіонату Європи 2000 проти команди Греції 27 березня 1999 року в Афінах, норвезька збірна перемогла з рахунком 0-2, а Богінен вийшов на заміну у другому таймі замість Роара Странда. Загалом за збірну зіграв 49 матчів та відзначився 10-ма голами.